# کامناک
کامناک (به انگلیسی: Cumnock) یک شهرک در اسکاتلند است که در ایرشر شرقی واقع شده‌است. کامناک ۱۳٬۰۰۰ نفر جمعیت دارد.